# Montigny-sur-Armançon
Pour les articles homonymes, voir Montigny et Armançon (homonymie).
Montigny-sur-Armançon est une commune française située dans le département de la Côte-d'Or en région Bourgogne-Franche-Comté. Ses habitants sont les Montignarmançonnais. Ici, son site internet: https://montignysurarmancon.wordpress.com/ .

## Géographie

### Climat
Pour des articles plus généraux, voir Climat de la Bourgogne-Franche-Comté et Climat de la Côte-d'Or.
En 2010, le climat de la commune est de type climat des marges montargnardes, selon une étude du Centre national de la recherche scientifique s'appuyant sur une série de données couvrant la période 1971-2000. En 2020, Météo-France publie une typologie des climats de la France métropolitaine dans laquelle la commune est exposée à un climat océanique altéré et est dans la région climatique  Lorraine, plateau de Langres, Morvan, caractérisée par un hiver rude (1,5 °C), des vents modérés et des brouillards fréquents en automne et hiver. 
Pour la période 1971-2000, la température annuelle moyenne est de 10,1 °C, avec une amplitude thermique annuelle de 16,1 °C. Le cumul annuel moyen de précipitations est de 844 mm, avec 12,7 jours de précipitations en janvier et 8,4 jours en juillet. Pour la période 1991-2020, la température moyenne annuelle observée sur la station météorologique de Météo-France la plus proche, « Semur En Auxois_sapc », sur la commune de Semur-en-Auxois à 7 km à vol d'oiseau, est de 11,2 °C et le cumul annuel moyen de précipitations est de 778,0 mm,. Pour l'avenir, les paramètres climatiques de la commune estimés pour 2050 selon différents scénarios d'émission de gaz à effet de serre sont consultables sur un site dédié publié par Météo-France en novembre 2022.

## Urbanisme

### Typologie
Au 1er janvier 2024, Montigny-sur-Armançon est catégorisée commune rurale à habitat dispersé, selon la nouvelle grille communale de densité à 7 niveaux définie par l'Insee en 2022.
Elle est située hors unité urbaine. Par ailleurs la commune fait partie de l'aire d'attraction de Semur-en-Auxois, dont elle est une commune de la couronne,. Cette aire, qui regroupe 54 communes, est catégorisée dans les aires de moins de 50 000 habitants,.

### Occupation des sols
L'occupation des sols de la commune, telle qu'elle ressort de la base de données européenne d’occupation biophysique des sols Corine Land Cover (CLC), est marquée par l'importance des territoires agricoles (56,1 % en 2018), une proportion identique à celle de 1990 (56,1 %). La répartition détaillée en 2018 est la suivante : 
forêts (37,2 %), prairies (30 %), terres arables (17,7 %), zones agricoles hétérogènes (8,3 %), eaux continentales (3,6 %), zones urbanisées (3,1 %). L'évolution de l’occupation des sols de la commune et de ses infrastructures peut être observée sur les différentes représentations cartographiques du territoire : la carte de Cassini (XVIIIe siècle), la carte d'état-major (1820-1866) et les cartes ou photos aériennes de l'IGN pour la période actuelle (1950 à aujourd'hui).

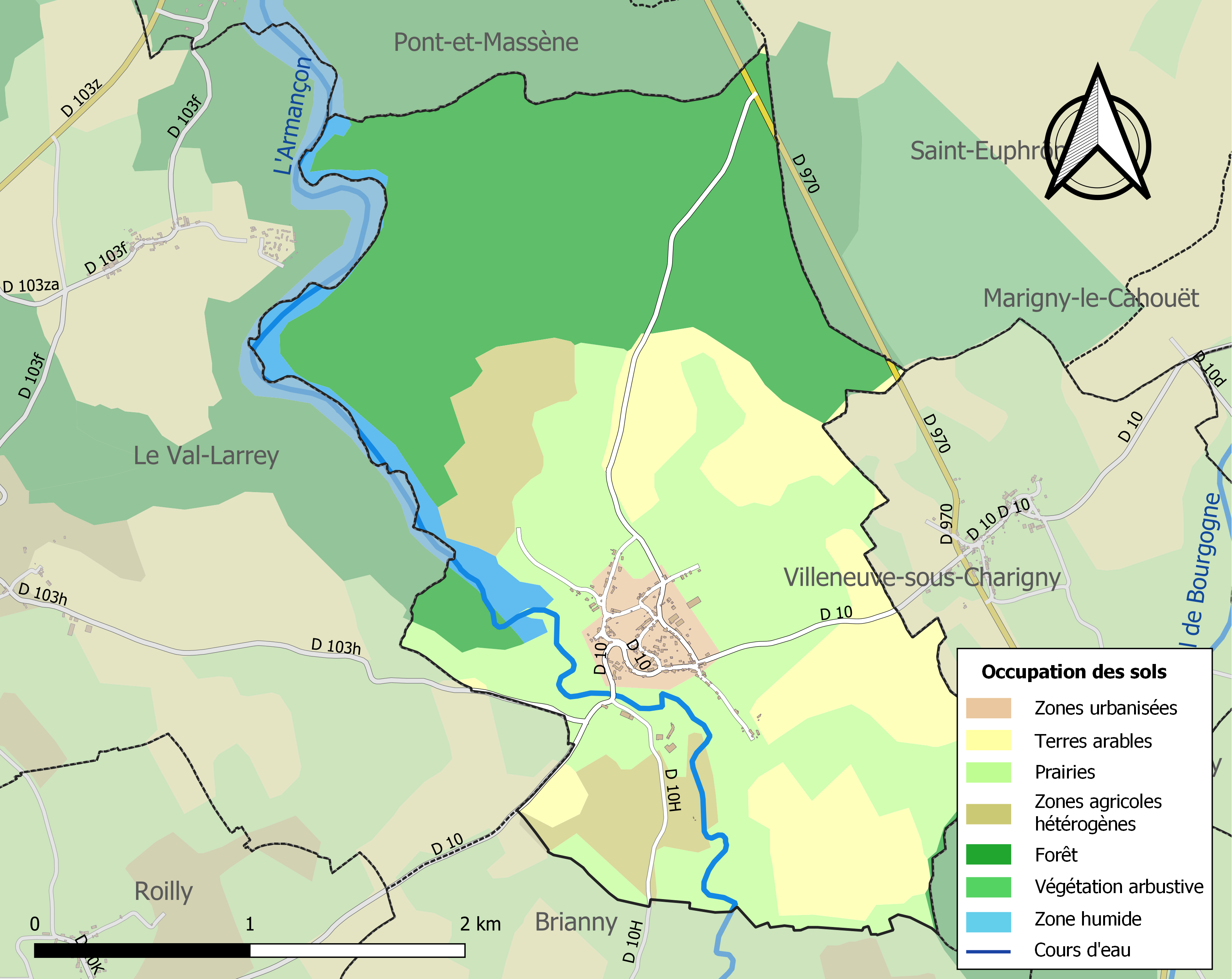
Carte des infrastructures et de l'occupation des sols de la commune en 2018 (CLC).

## Histoire
Siège de seigneurie au Moyen Âge ; en son centre se dressait la maison forte de Montigny-sur-Armançon.
À la fin du XVIIe siècle, Antoine Chartraire (1639-1716) hérite de son oncle François Bazin ses seigneuries contigües de Bierre-lès-Semur et de Montigny-sur-Armançon. En octobre 1706, le fils d'Antoine, François Chartraire obtient l'érection des seigneuries de Bierre et de Montigny en comté de Montigny, en faveur de son fils Marc-Antoine Chartraire de Montigny. La famille Chartraire conserve ce comté jusqu'à la Révolution.

## Politique et administration
| Période                                  | Période   | Identité          | Étiquette | Qualité   |
| ---------------------------------------- | --------- | ----------------- | --------- | --------- |
| Les données manquantes sont à compléter. |           |                   |           |           |
| mars 2001                                | mars 2014 | Marcel Marion     |           |           |
| mars 2014                                | En cours  | Edmée Baton       |           | Retraitée |
| 2020                                     | En cours  | Christian Carayon |           |           |

## Démographie
L'évolution du nombre d'habitants est connue à travers les recensements de la population effectués dans la commune depuis 1793. Pour les communes de moins de 10 000 habitants, une enquête de recensement portant sur toute la population est réalisée tous les cinq ans, les populations de référence des années intermédiaires étant quant à elles estimées par interpolation ou extrapolation. Pour la commune, le premier recensement exhaustif entrant dans le cadre du nouveau dispositif a été réalisé en 2006.

En 2022, la commune comptait 157 habitants, en évolution de +3,29 % par rapport à 2016 (Côte-d'Or : +0,82 %, France hors Mayotte : +2,11 %).
| 1793 | 1800 | 1806 | 1821 | 1836 | 1841 | 1846 | 1851 | 1856 |
| ---- | ---- | ---- | ---- | ---- | ---- | ---- | ---- | ---- |
| 161  | 318  | 348  | 293  | 320  | 368  | 369  | 368  | 350  |

| 1861 | 1866 | 1872 | 1876 | 1881 | 1886 | 1891 | 1896 | 1901 |
| ---- | ---- | ---- | ---- | ---- | ---- | ---- | ---- | ---- |
| 327  | 290  | 307  | 296  | 292  | 285  | 291  | 276  | 282  |

| 1906 | 1911 | 1921 | 1926 | 1931 | 1936 | 1946 | 1954 | 1962 |
| ---- | ---- | ---- | ---- | ---- | ---- | ---- | ---- | ---- |
| 248  | 232  | 207  | 187  | 147  | 146  | 148  | 131  | 109  |

| 1968 | 1975 | 1982 | 1990 | 1999 | 2006 | 2011 | 2016 | 2021 |
| ---- | ---- | ---- | ---- | ---- | ---- | ---- | ---- | ---- |
| 109  | 79   | 84   | 101  | 100  | 133  | 145  | 152  | 154  |

| 2022 | - | - | - | - | - | - | - | - |
| ---- | - | - | - | - | - | - | - | - |
| 157  | - | - | - | - | - | - | - | - |

## Lieux et monuments
- Église Saint-Martin

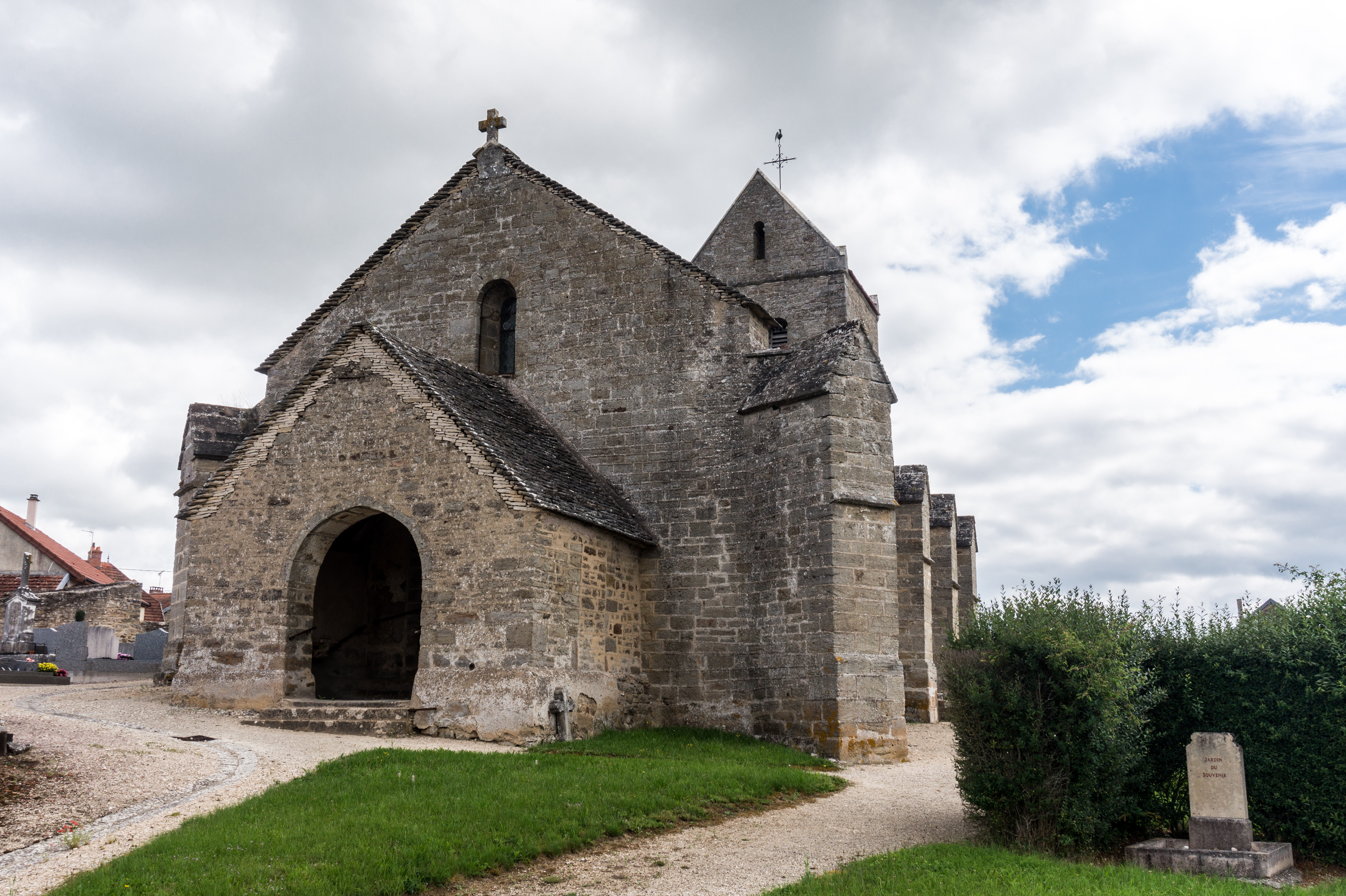
Église Saint Martin - Façade Ouest

- Calvaire de Montigny-sur-Armançon
- Croix de Montigny-sur-Armançon
- Lac de Pont

## Personnalités liées à la commune
- François Leroy, seigneur de la Grange-le-Roi et de Grisy, comte de Montigny-sur-Armançon[réf. nécessaire], conseiller du roi en ses conseil d'État et privé, bailli et gouverneur de Melun, tué au camp pendant le siège de La Rochelle, le 1er août 1628, fils de Jacques Le Roy.